# Ruine Ieschberg
Die Ruine Ieschberg ist eine abgegangene frühmittelalterliche Höhenburg in der Schweizer Gemeinde Alchenstorf im Kanton Bern.

## Lage und Beschreibung
Die Burgreste liegen auf einem Hügel zwischen den Dörfern Alchenstorf und Wynigen. Der Grundriss der Burg ist rechteckig (30 × 20 m) mit einer Vertiefung in der südwestlichen Ecke. Dies könnte die Zisterne oder der Sodbrunnen der Burg gewesen sein. Die Anlage liegt auf einer 10 m hohen Böschung. Gegen Osten sind eine Öffnung und die Reste eines Burggrabens vorhanden. Dies deutet darauf hin, dass sich dort der Eingang befunden haben muss. 
Geht man von der Lage der Burg aus, scheint sie zur Kontrolle der Kastenstrasse gedient zu haben.
Die Anlage war eine Holzburg und somit sind keine Mauerreste vorhanden. Dagegen sind die Erdwerke deutlich sichtbar.

## Geschichte
Die Burg wurde nie urkundlich erwähnt und es gibt keine Anhaltspunkte über Besitzer, Zeitpunkt des Baus und Auflassung. Sie ist somit undatierbar.